# La Tulipe
 (juillet 2023).
 (septembre 2024).
Pour les articles homonymes, voir La Tulipe.
La Tulipe  est une salle de spectacle située à Montréal dans le Plateau Mont-Royal au 4530, avenue Papineau. L'édifice, le théâtre des Variétés, a été construit en 1913. Il fut longtemps connu sous le nom de théâtre Dominion, de 1914 à 1965 (circa). Le comédien Gilles Latulippe y a établi le Théâtre des Variétés en 1967. C'est en son honneur que ce qu'on a appelé brièvement, au début des années 2000, le Cabaret du Plateau a été rebaptisé La Tulipe en 2004.
On y présente aujourd'hui des spectacles de rock, de chansons francophones, de jazz et de variétés. Le chanteur Dumas a été le premier artiste à se produire à La Tulipe après son changement de nom. Plusieurs artistes et groupes locaux et internationaux s'y sont produits depuis, par exemple The Libertines, The Faint, TV on the Radio et Bloc Party.

## Histoire

### Théâtre Dominion
Le théâtre des Variétés est érigé entre 1913 et 1919, selon les plans de l'architecte Joseph-Arthur Godin, pour la compagnie Confederation Amusement Limited. Au départ un cinéma (il est transformé pour le cinéma parlant en 1929), il accueille dès 1932 de nombreuses troupes de burlesque avant de redevenir un cinéma au milieu des années 1950 jusqu'en 1965. Pendant un peu plus d'un an, la salle fut ensuite convertie en église par les Témoins de Jéhovah, répertoriée dans l'annuaire sous le nom d'Emmanuel Church. En 1966, il changea de nom et de propriétaire pour devenir le cinéma Figaro, pour quelques mois seulement avant que Gilles Latulippe n'en fasse enfin l'acquisition.

### Théâtre burlesque
L'immeuble devait, au printemps 1967, passer aux mains de Gilles Latulippe qui en demeura propriétaire jusqu'en 2000, c'est-à-dire 33 ans.
Il commença par rénover le théâtre (par exemple la fosse d'orchestre était encore un bassin pour les baptêmes de l'Emmanuel Church) et l'ouvre à l'été 67 pour y diffuser des films seulement, ce jusqu'à la rentrée d'automne.
Le 23 septembre 1967, Juliette Béliveau consacrait le nouveau théâtre du burlesque en frappant les trois coups traditionnels qui marquèrent l'ouverture officielle. Olivier Guimond fils en était la première vedette.
Au cours des premières années (surtout 1967-1972), le Théâtre des Variétés accueille des comédiens qui avaient connu l'âge d'or du burlesque à Montréal : Rose Ouellette,  Manda Parent, Paul Desmarteaux, Balloune, Teddy Burns-Goulet, Paul Thériault, Olivier Guimond fils, Jean Grimaldi, etc.
Tous y connaissaient le répertoire du burlesque et ils y puisaient les comédies qu'ils montaient. De 1967 à 1972, le Théâtre des Variétés présente des spectacles dans la tradition du burlesque: deux films, des numéros de variétés, quelques sketches et la Grande Comédie. C'est à cette époque que Gilles Latulippe a commencé à écrire des pièces pour sa troupe. Les films d'ouverture sont remplacés par des ouvertures musicales, semblables à celles que l'on présentait dans la période glorieuse du burlesque montréalais.
Les spectacles ont lieu sept soirs par semaine et le programme est renouvelé toutes les semaines. Le public, lui, répond en masse à l'invitation de Gilles Latulippe au point que sept mois plus tard, le cap du 100 000e spectateur était déjà dépassé ; une moyenne de 4 000 personnes  par semaine!

### Reconversion
Puis, avec la disparition des derniers grands artistes montréalais du burlesque (entre autres Olivier Guimond fils en 1971), la formule change à partir de la saison 1972-73. Gilles Latulippe commence à écrire des revues et des comédies musicales (avec l'aide, notamment, de Monique Saintonge et Vic Vogel) dont, dit-il, il puise certaines scènes dans le répertoire du burlesque.
Le théâtre fut, dès lors, ouvert 35 semaines par année, sept jours par semaine, avec deux représentations le samedi.
Après avoir connu un succès incroyable (7 000 représentations) pendant 33 ans, Gilles Latulippe ferme le Théâtre des Variétés de Montréal en 2000, faute de relève. Le Théâtre des Variétés a maintenant fait place à une salle de spectacles, nommée La Tulipe, en l'honneur de Gilles Latulippe. Elle diffuse des concerts rock, de la chanson francophone ainsi que des soirées dansantes.
Le théâtre a été reconnu immeuble patrimonial le 22 février 2001 par le ministère de la Culture et des Communications. En 2012, cette reconnaissance a été convertie en classement lors de la mise en vigueur de la loi sur le patrimoine culturel.
Le fonds d'archives du Théâtre des Variétés est conservé au centre d'archives de Montréal de Bibliothèque et Archives nationales du Québec.
En mai 2023, la Cour supérieure du Québec rend un verdict selon lequel La Tulipe doit réduire son bruit à la suite d'une plainte d'un propriétaire mitoyen qui a obtenu la reconversion d'un immeuble commercial en édifice à logements à la suite d'une erreur de permis de la Ville de Montréal. Avant que la salle de spectacle ait le temps de réagir, le plaintif a fait appel à la Cour d'appel du Québec qui a statué le 23 septembre 2024 que la salle devait cesser de faire tout bruit « produit au moyen d'appareils sonores », comme des haut-parleurs, qui pourrait être entendu dans l'immeuble à logements adjacent. Ceci mène à la fermeture possiblement permanente de La Tulipe et au changement du règlement sur le bruit de l'arrondissement Plateau-Mont-Royal pour éviter de nouvelles fermetures de bars et de salles de spectacle.